# HKD Vrila
Hrvatsko kulturno društvo "Vrila" vuče korijene iz 1950-ih godina. Svoj rad prekida početkom Domovinskog rata, da bi u ljeto 1997. nastavilo s radom kao amatersko društvo.
Obuhvaća župu Mostarski Gradac koja se sastoji od šest sela, koja pripadaju općini Široki Brijeg:
- Dobrič
- Provo
- Gostuša
- Gornji Gradac
- Donji Gradac
- Grabova Draga

Društvo broji oko 100 aktivnih članova, podijeljenih u više sekcija:
- plesna
- pjevačka
- glazbena

Glavna djelatnost društva je očuvanje i promicanje kulturne baštine Hrvata hercegovačkog kraja.
Zahvaljujući velikom trudu svih članova društvo aktivno nastupa na mnogo kulturnih i folklornih priredbi te smotri na području Hrvatske i Bosne i Hercegovine, kao i na smotrama folklora lokalnog karaktera.